# Bernice Johnson Reagon
Bernice Johnson Reagon, née Bernice Johnson le 4 octobre 1942 et morte le 16 juillet 2024, est une chanteuse compositrice, universitaire et militante sociale américaine qui, au début des années 1960, est membre fondatrice du Student Nonviolent Coordinating Committee (Comité de coordination étudiant non violent) (SNCC) et des Freedom Singers dans le Mouvement d'Albany en Géorgie. 

En 1973, elle fonde l'ensemble a cappella féminin et afro-américain Sweet Honey in the Rock, basé à Washington, DC. Reagon, ainsi que d'autres membres du SNCC Freedom Singers, prit conscience de la puissance du chant collectif pour unifier les groupes disparates qui ont commencé à travailler ensemble lors des protestations dans le sud du Freedom Summer en 1964.  
« Après une chanson», se souvient Reagon, les différences entre nous n'étaient pas si grandes. D'une manière ou d'une autre, faire une chanson exigeait l'expression de ce qui nous était commun à tous... Cette musique était comme un instrument, comme un outil dont on pouvait se saisir. »   
Le mouvement de chant d'Albany est devenu un catalyseur essentiel du changement à travers la musique lors des manifestations du début des années 1960 à l'époque des droits civiques. Reagon consacre sa vie à la justice sociale à travers la musique via l'activisme, le chant communautaire et la scolarité et des enregistrements. 
Elle obtient son doctorat de l'Université Howard, devenant historienne de la culture, centrée sur le rôle de la musique, et membre émérite du corps professoral du département d'histoire de l'Université américaine. Elle est également chercheuse en résidence à Stanford et reçoit un doctorat honorifique en musique du Berklee College of Music,,,,,,. 

## Biographie

### Formation et premières expériences
Bernice Johnson était la fille de Beatrice et JJ Johnson, un pasteur baptiste. Elle est née et a grandi dans le sud-ouest de la Géorgie, où l'église et l'école faisaient partie intégrante de sa vie, la musique étant étroitement liée à ces deux contextes. Reagon a commencé l'école à l'âge de trois ans quand son professeur lui a demandé d'y aller tôt, et elle a réussi cette première année. Au moment où elle était en 4e, 5e et 6e années, on lui a demandé de diriger des élèves de 1re, 2e et 3e, et elle prétend que c'était parce qu'il n'y avait qu'un seul enseignant.  Elle est entrée au Collège d'État d'Albany en 1959 (depuis l'Université d'État d'Albany en juillet 1996 ) où elle a commencé ses études de musique. Elle est également devenue active dans le chapitre local de la NAACP puis au SNCC. Après avoir été expulsée de l'État d'Albany en raison d'une arrestation en tant que militante, elle a brièvement fréquenté le Spelman College .
Plus tard, elle est retournée à Spelman pour terminer son diplôme de premier cycle en 1970. Elle a reçu une bourse de la Fondation Ford pour faire des études supérieures à l'Université Howard , où elle a obtenu son diplôme de doctorat en 1975. 

### Carrière

#### Activisme
La première manifestation de Reagon avait été pour protester contre l'arrestation de Bertha Gober et de Blanton Hall, organisée par le SNCC avec l'arrestation initiale des deux individus, car ils prévoyaient d'être arrêtés lors d'une discussion lors d'une réunion du SNCC.  Reagon était une activiste dans le mouvement des droits civiques des années 1960. Elle était membre de The Freedom Singers, organisé par le Student Nonviolent Coordinating Committee (SNCC), pour lequel elle a également servi comme secrétaire de terrain. Reagon explique sa première rencontre avec le SNCC comme une confusion, car elle ne comprenait pas le nom, ni son organisation, mais elle prétend qu'elle comprenait qu'ils militaient activement pour la liberté. Les Freedom Singers ont été organisés par Cordell Reagon en 1962. Le groupe a été le premier des chanteurs des droits civiques à voyager à l'échelle nationale. Les chanteurs ont réalisé que le chant contribuait à fournir un exutoire et un rassembleur aux manifestants aux prises avec le comportement de la foule et la brutalité policière. Grâce à ses rôles avec le SNCC et les Freedom Singers, Reagon est devenue une chanteuse très respectée au cours du mouvement des droits civiques.
L'activiste James Forman a déclaré plus tard: «Je me souviens de vous avoir vu soulever votre belle tête noire, vous tenir carrément debout, vos lèvres tremblantes alors que les mots mélodieux : « Au-dessus de ma tête, je vois la liberté dans l'air » sont sortis avec une urgence et une douleur qui a fait ressortir un sentiment de renouveau intense et d'engagement pour la libération. Et quand l'appel est venu pour protester contre les incarcérations, vous étiez en tête. Vous avez mené le front. Vos pieds ont heurté le trottoir avec la certitude d'être dans la bonne direction. Vous avez marché fièrement en chantant 'cette petite lumière qui est la mienne', et les gens ont fait écho, 'briller, briller, briller.' » 

#### Université
En 1974, Bernice Reagon a été nommée historienne culturelle en histoire de la musique à la Smithsonian Institution , où elle a dirigé un programme appelé Black American Culture en 1976,  et était plus tard conservatrice de l'histoire de la musique pour le National Museum of American History . Ida Jones de la Smithsonian Institution avait déclaré: «Le Dr Reagon a rassemblé des photographies, des partitions et d'autres sources primaires et secondaires relatant le développement de la tradition de la musique sacrée afro-américaine depuis sa naissance pendant la période de l'esclavage grâce à la création de concerts spirituels, gospel la musique, le jazz et l'exécution de chansons de protestation dans le siècle suivant l'émancipation « au nom du travail initial de Reagon au musée ».  En 1989, elle a reçu une Bourse MacArthur . Après que Reagon ait pris sa retraite en 1993, elle a continué à travailler dans African American Songs of Protest en tant que conservatrice émérite.
Elle a occupé le poste de professeur émérite d'histoire à l'Université américaine (AU) de Washington DC de 1993 à 2003. Reagon a depuis été nommé professeur émérite d'histoire à l'UA et détient le titre de conservateur émérite du Smithsonian. 

#### Musique

##### Formation musicale
Reagon a affirmé qu'elle avait grandi dans une église sans piano, donc sa musique ancienne était a cappella, et ses premiers instruments étaient ses mains et ses pieds, et elle explique, « C'est la seule façon dont je peux gérer confortablement la création de musique ». Lorsque Reagon parle de son éducation dans la culture musicale, elle explique que même sa première scolarité était fortement impliquée dans la musique, pas seulement dans l'église. Reagon relate que son professeur conduisait les élèves à l'extérieur pour jouer à des jeux qui impliquaient de chanter avec leurs mains et leurs pieds, ainsi que leur voix. Il y avait aussi des compétitions parmi les étudiants, et Bernice Reagon a remporté la première place quand elle était enfant en concourant contre les étudiants plus âgés en récitant Langston Hughes, I've Known Rivers.   
Reagon a rejoint sa première et unique chorale de gospel à l'âge de onze ans, organisée par sa sœur au Mt. Église baptiste primitive. Elle et la chorale écoutaient la station de radio locale WGPC pour apprendre le gospel noir que la chorale réciterait. Enfant, les Five Blind Guys étaient son quatuor préféré. Reagon déclare que ses modèles en termes de musique sont Harriet Tubman, Sojourner Truth et Bessie Jones, car elles l'ont aidée à comprendre le chant traditionnel et la lutte pour la justice. Elle considère également le diacre Reardon comme une importance pour son travail d'historien étudiant les traditions de culte sacré afro-américain, et elle déclare qu'il a eu un impact à la fois sur son développement spirituel et musical. 

##### Carrière musicale: recherche et création
Reagon est une spécialiste de l'histoire orale des Afro-Américains, des performances et des traditions de protestation. Elle a été consultante musicale, productrice, compositrice et interprète sur plusieurs projets de films primés, notamment des productions télévisuelles PBS telles que Eyes on the Prize (1987) (dans laquelle elle est également apparue) et The Civil War (1990 ) de Ken Burns . ). Reagon a également été présenté dans un film, We Shall Overcome, qui portait sur la chanson et son placement dans le mouvement, produit par Ginger Records et réalisé par Henry Hampton, le même créateur de Eyes on The Prize.  Elle était la productrice conceptuelle et la narratrice de la série radiophonique gagnante du Prix Peabody , Wade in the Water, Traditions de Musique Sacrée Afro-américaine. [la citation nécessaire ]Reagon a affirmé, « Ces jours-ci, je viens comme un 'songtalker', celui qui équilibre la parole et la chanson dans la création d'une conversation de performance en direct avec ceux qui se rassemblent dans le son de ma voix ». 
Le travail de Bernice Reagon en tant que chercheuse et compositrice se reflète dans ses publications sur la culture et l'histoire afro-américaines, notamment: un recueil d'essais intitulé If You Don't Go, Don't Hinder Me: The African American Sacred Song Tradition (University of Nebraska Presse, 2001); Nous qui croyons en la liberté: Sweet Honey In The Rock: Still on the Journey , (Anchor Books, 1993); et nous le comprendrons mieux par et par: compositeurs de gospel afro-américains pionniers (Smithsonian Press, 1992). 
Reagon a enregistré plusieurs albums sur Folkways Records, dont Folk Songs: The South, Wade in the Water et Lest We Forget, Vol. 3: Chantez pour la liberté.
En 1973, Reagon a fondé un groupe a cappella composé de six membres entièrement féminin appelé Sweet Honey in the Rock . En plus de Reagon, les femmes du groupe d'origine étaient: Ysaye Maria Barnwell, Nitanju Bolade Casle, Shirley Childress Johnson, Aisha Kahil et Carol Maillard. Le seul instrument qu'ils utilisaient était leur voix, avec le chekere et le tambourin. Ils ont fait des tournées internationales, notamment en Europe, au Japon, au Mexique et en Australie. La base de fans du groupe est de différentes origines ethniques, religions et orientations sexuelles. Les racines musicales de Reagon viennent de l'église baptiste rurale du sud. Elle a prôné « le pouvoir d'information et de transformation que revêt de la musique sacrée et les incantations », et les effets puissants que cette musique a eu sur le mouvement des Droits civiques.

### Distinctions
- En 1991, Reagon a reçu un prix Candace de la National Coalition of 100 Black Women (Coalition nationale de 100 femmes noires)
- En 1995, elle a reçu un prix Charles Frankel pour sa contribution à la compréhension publique des sciences humaines . Le prix a été remis à la Maison Blanche par le président Bill Clinton .
- D'autres prix notables incluent le 9e Prix Heinz Annuel dans les Arts et les Sciences Humaines donné en 2003.  En avril 2009, Reagon a reçu un doctorat honorifique du Collège de Musique de Berklee. En 2000, elle a remporté le First National Leeway Laurel Award à la Leeway Foundation à Philadelphie.
- En 1996, Reagon a remporté le prix Isadora Duncan.

### Vie personnelle
En 1963, elle épousa Cordell Reagon, un autre membre des Freedom Singers. Leur fille Toshi Reagon est également un auteur-compositeur-interprète.
Reagon pense que « les défis de la vie ne sont pas censés vous paralyser, ils sont censés vous aider à découvrir qui vous êtes ». « Elle croit que les Noirs ont créé leur propre monde. Les Afro-Américains ont dû utiliser tout le territoire à leur disposition pour créer un peuple. Et ce territoire n'était pas la terre, c'était la culture. Elle a également dit qu'il y avait tant à faire parce que la culture noire était la seule chose que les noirs pouvaient appeler la leur. C'est pourquoi elle pense que la culture noire est la plus puissante du monde »

## Œuvres
Elle a participé à plusieurs opus, dont :

### Discographie
- African-American gospel (1994)
- Wade in the water (1996)
- Kindness (1997)
- Give your hands to struggle (1997)
- Folk songs (2007)

### Filmographie
- Africans in America (2006) avec Bernice Johnson Reagon comme Compositeur
- New worlds, new forms (1993) avec Bernice Johnson Reagon comme Participant

### Spectacles
- The temptation of Saint Anthony (2005) avec Bernice Johnson Reagon comme Compositeur et librettiste